# Continental Division

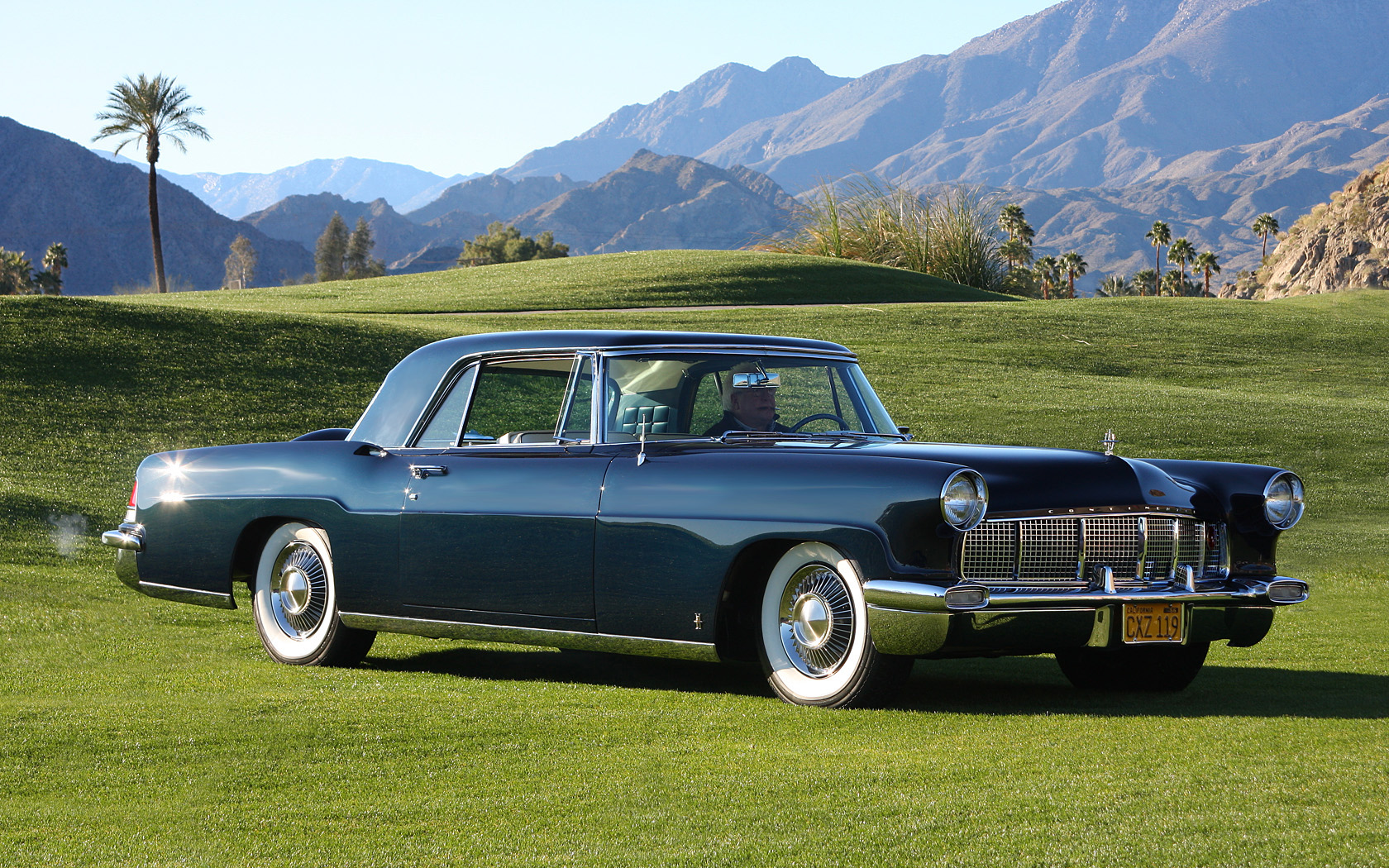
Continental Mark II

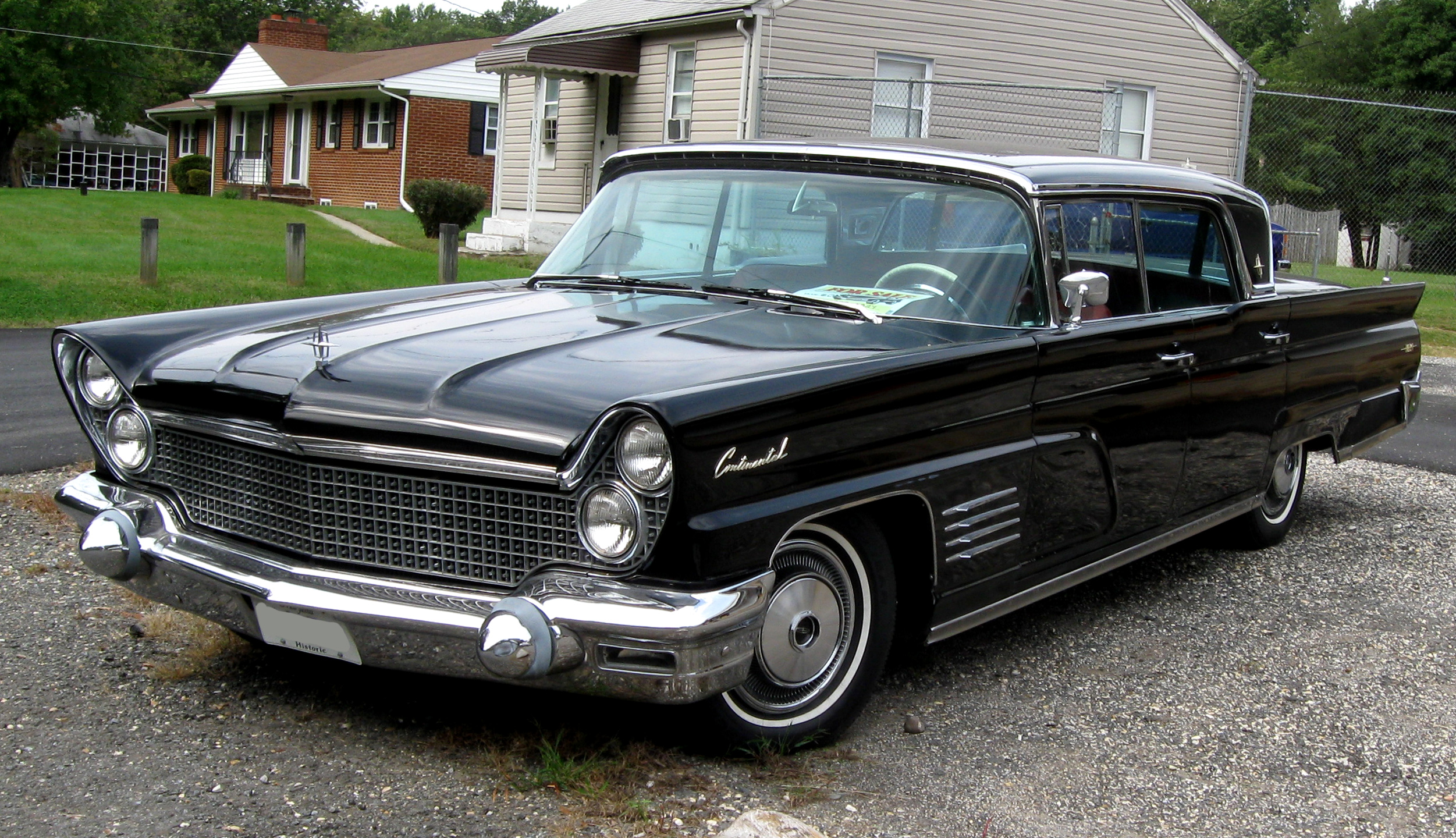
Continental Mark V

Continental – amerykański producent samochodów luksusowych z siedzibą w Dearborn działający w latach 1952–1956. Marka należała do amerykańskiego koncernu Ford Motor Company.

## Historia
Po tym, jak w 1948 roku Lincoln podjął decyzję o zakończeniu produkcji topowej limuzyny Continental, samochód nie otrzymał bezpośredniego następcy. W 1952 roku właściciel marki Lincoln, koncern Ford Motor Company zdecydował o przywróceniu do użytku nazwy Continental na rzecz niezależnej marki, pod którą oferowany będzie najdroższa, topowa limuzyna. W lipcu tego roku powstało Continental Division.
W 1955 roku Continental przedstawił pierwszy wynik prac konstruktorów, których efektem by model Mark II. Z powodu niezadowalającej sprzedaży i dużych strat, jakie przyniosło wdrożenie marki Continental na rynek, Ford podjął decyzję o jej likwidacji już w lipcu 1956 roku.
Pomimo likwidacji autonomicznego Continental Division, 1958 roku przedstawiono drugą generację serii modelowej Mark Series dalej oferowanej pod własną nazwą. W każdym kolejnym roku produkcji zmieniała oznaczenia: najpierw z Mark III na Mark IV, a w ostatnim roku produkcji, w 1960, z Mark IV na Mark V. 
Po likwidacji marki Continental, do użytku tej nazwy powrócił Lincoln w 1960 roku na rzecz modeli Continental i w 1968 roku na rzecz coupe Continental Mark Series.

## Modele samochodów

### Historyczne
- Mark II (1955–1958)
- Mark III (1958)
- Mark IV (1959)
- Mark V (1960)